# 1981년 롯데 자이언트 시즌
1981년 롯데 자이언트 시즌은 롯데 자이언트가 실업리그에 참가한 6번째 시즌이다. 박영길 감독이 팀을 맡은 4번째 시즌이며, 팀은 전기리그 우승(후기리그 2위)과 창단 2번째 코리안시리즈 우승을 달성했다.

## 타이틀
- 산타클라라 월드 게임 은메달: 최동원, 김정수, 천보성, 이해창
- 대륙간컵 국가대표: 최동원, 김정수, 천보성, 이해창
- 대륙간컵 베스트 11: 최동원 (투수)
- 대륙간컵 최우수투수상: 최동원

## 선수단
- 투수 : 강만식, 계형철, 최동원, 차준섭, 김현홍
- 포수 : 손상대, 최정기
- 내야수 : 김인식, 김한근, 정영기, 차영화, 천보성, 김정수
- 외야수 : 이해창, 정현발, 허규옥, 김성관, 정문섭

## 수상
- 최동원 : 최우수상, 다승왕, 최우수신인투수상
- 이해창 : 최고수훈선수, 도루왕
- 허규옥 : 타격왕
- 박영길 : 우수감독상

## 특이사항
- 코리안시리즈는 5판 3선승제였는데, 롯데가 육군 경리단을 상대로 패패무승승승을 기록하며 극적으로 우승했다.